# Supergiros-Alcaldía de Manizales
El Super Giros-Alcaldía de Manizales (Código UCI: ECS) es un equipo ciclista colombiano de categoría amateur.

## Historia
El equipo se inició en el 2010 como un proyecto de ciclismo amateur bajo el patrocinio de la red empresarial de servicios financieros SuperGiros con sede en la ciudad de Cali, capital del departamento de Valle del Cauca. El objetivo ha sido apoyar y desarrollar el ciclismo joven del país en las categorías élite, damas y juvenil, participando en las principales competencias del calendario nacional colombiano.
A partir de la temporada 2020 el equipo sube a la categoría Continental, con el objetivo de participar en diferentes carreras a nivel nacional e internacional.

## Material ciclista
El equipo utiliza bicicletas Scott, y componentes Shimano.

## Clasificaciones UCI
Las clasificaciones del equipo y de su ciclista más destacado son las siguientes:

### UCI America Tour
| Temporada | Clasificación por equipos | Mejor corredor | Posición |
| 2020      | 20º                       | Walter Pedraza | 183º     |
| 2021      |                           |                |          |

## Palmarés
Para años anteriores véase: Palmarés del Supergiros-Alcaldía de Manizales.

### Palmarés 2021

#### Circuitos Continentales UCI
| Fechas | Circuito | Carreras | Ganador |

#### Campeonatos nacionales
| Fechas | Carreras | Ganador |

## Plantillas
Para años anteriores, véase Plantillas del Supergiros-Alcaldía de Manizales

### Plantilla 2021
| Integrantes del equipo 2021 | Integrantes del equipo 2021 | Integrantes del equipo 2021             | Integrantes del equipo 2021 |
| Corredor                    | Fecha de nacimiento         | Equipo previo                           |                             |
| --------------------------- | --------------------------- | --------------------------------------- | --------------------------- |
| Edwin Carvajal              | 6 de marzo de 1983          | EPM (2019)                              |                             |
| Bryan Gómez                 | 19 de noviembre de 1994     | Manzana Postobón (2019)                 |                             |
| Juan José Amador            | 20 de abril de 1998         |                                         |                             |
| Pablo Emilio Carrero        | 7 de mayo de 2000           |                                         |                             |
| Didier Chaparro             | 7 de julio de 1987          | Orgullo Paisa (2020)                    |                             |
| Johan Lancheros             | 25 de mayo de 2001          |                                         |                             |
| Luis Miguel Martínez        | 30 de junio de 1993         | Coldeportes Zenú (2020)                 |                             |
| Royner Navarro              | 1 de agosto de 1992         | Centro Mundial de Ciclismo (2014)       |                             |
| Juan Manuel Suárez          | 29 de junio de 2000         |                                         |                             |
| Victor Alfonso Tobacia      | 9 de marzo de 1999          |                                         |                             |
| Alex Zapata                 | 17 de febrero de 2000       |                                         |                             |
| Juan Manuel Barbosa         | 27 de septiembre de 2000    |                                         |                             |
| Javier González Girón       | 13 de diciembre de 1995     | Coldeportes Bicicletas Strongman (2019) |                             |
| Yeison Rincón               | 18 de agosto de 1997        |                                         |                             |
| Alejandro Ruiz              | 21 de marzo de 2025         |                                         |                             |
| Jordan Tabares              | 23 de julio de 1996         |                                         |                             |
|                             |                             |                                         |                             |
| Fuente: UCI                 |                             |                                         |                             |